# Havan Flores
Havan Flores (Oklahoma City, 20 novembre 2007) è un'attrice, doppiatrice e modella statunitense, nota per aver interpretato il ruolo di Chapa De Silva / Volt nella serie televisiva Henry Danger e nello spin-off Danger Force, entrambe trasmesse sull'emittente televisiva Nickelodeon.

## Biografia
Havan Flores è nata il 20 novembre 2007 ad Oklahoma City in Oklahoma. Dedita al canto e al ballo, si è formata alla Broadway Dance Center di New York.

## Carriera
Havan Flores nel 2018 ha esordito nel mondo dello spettacolo come modella per l'azienda Gap, sfilando per la collezione autunnale di Sarah Jessica Parker. Nel 2019 ottiene la parte di Anna nel cortometraggio Harmonica Man e recita anche nel cortometraggio Pigeon.
Nel 2020 è entrata a far parte del cast della serie televisiva Henry Danger trasmessa sull'emittente televisiva Nickelodeon, nel ruolo di Chapa De Silva, alias della supereroina Volt, prendendo parte a tre episodi della quinta stagione. Dallo stesso anno si è unita al cast dello spin-off Danger Force, riprendendo il ruolo di Chapa De Silva. Nel 2021 sempre con il ruolo di Chapa De Silva ha recitato nella miniserie Danger Goes Digital, spin-off di Danger Force. Nel 2022 sempre con il ruolo di Chapa De Silva ha recitato nella serie Lex & Presley (Side Hustle). Nello stesso anno ha doppiato nel film d'animazione Minions 2 - Come Gru diventa cattivissimo (Minions: The Rise of Gru) diretto da Kyle Balda, Brad Ableson e Jonathan del Val.

## Filmografia

### Attrice

#### Televisione
- Henry Danger – serie TV, episodi 5x34-5x40-5x41 (2020) – Chapa De Silva / Volt
- Danger Force – serie TV (2020–2024) – Chapa De Silva / Volt
- Danger Goes Digital – miniserie TV (2021) – Chapa De Silva / Volt
- Lex & Presley (Side Hustle) – serie TV (2022) – Chapa De Silva / Volt

#### Cortometraggi
- Harmonica Man, regia di Ty Sheetz (2019) – Anna
- Pigeon, regia di Raphael Halloran (2019)

### Doppiatrice

#### Cinema
- Minions 2 - Come Gru diventa cattivissimo (Minions: The Rise of Gru), regia di Kyle Balda, Brad Ableson e Jonathan del Val (2022)

## Partecipazioni
- #SetLife on Nick: Henry Danger – documentario miniserie TV (2020)
- The All-Star Nickmas Spectacular – speciale TV (2020)
- Group Chat with Annie and Jayden – speciale TV (2020)
- Nickelodeon Kids' Choice Awards 2021 – speciale TV (2021)
- Nickelodeon Kids' Choice Awards 2022 – speciale TV (2022)

## Doppiatrici italiane
Nelle versioni in italiano dei suoi film e delle sue serie TV, Havan Flores è stata doppiata da:
- Anita Ferraro[17] in Henry Danger[18], in Danger Force[19]

## Riconoscimenti
- Nickelodeon Kids' Choice Awards
  - 2022: Candidata come Star televisiva femminile preferita per la serie Danger Force[20]